# Fume Point
Der Fume Point (englisch für Rauchspitze) ist eine Landspitze, die das südliche Ende von Zavodovski Island im Archipel der Südlichen Sandwichinseln markiert. 
Das UK Antarctic Place-Names Committee benannte sie 1971 in Anlehnung an die vulkanischen Aktivitäten in diesem Gebiet.